# Рана (Норвегия)
Рана — вторая по площади коммуна в фюльке Нурланн и третья по количеству населения в Северной Норвегии. По территориям, занятым горами и лесными долинами Рана является крупнейшей коммуной в Норвегии, расположенной южнее фюльке Финнмарк. Является частью региона Хельгеланд. Административный центр коммуны — город Му-и-Рана, там расположена Национальная библиотека Норвегии.

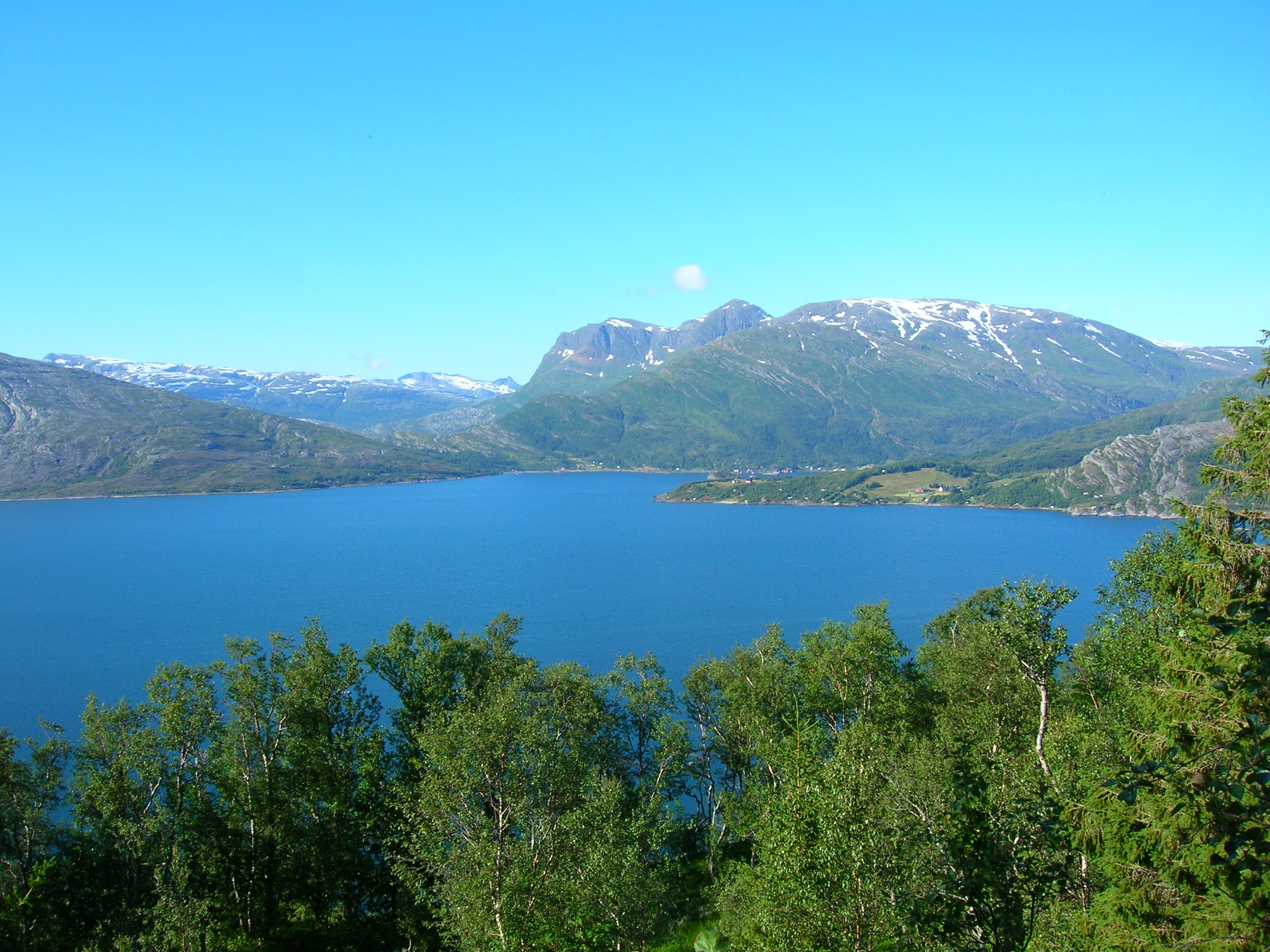
Фьорд Нурсьона, западная часть коммуны Рана

## Общая информация

### Название
Коммуна была названа в честь реки Ranelva (старонорвежский: Raðund). Название реки, вероятно, происходит от слова raðr, означающего быстрый или скорый.

### Герб
У коммуны современный герб. Он был принят в 5 марта 1965 года. Герб символизирует леса (верхняя зелёная часть) и минералы (жёлтая нижняя часть), потому что на территории коммуны добывается большое количество минералов, в частности, железная руда. Герб первоначально принадлежал коммуне Мо с 29 апреля 1960 года.
Рана является одной из четырёх коммун Норвегии, вовлечённых в Terra Securities scandal.

## География и природа

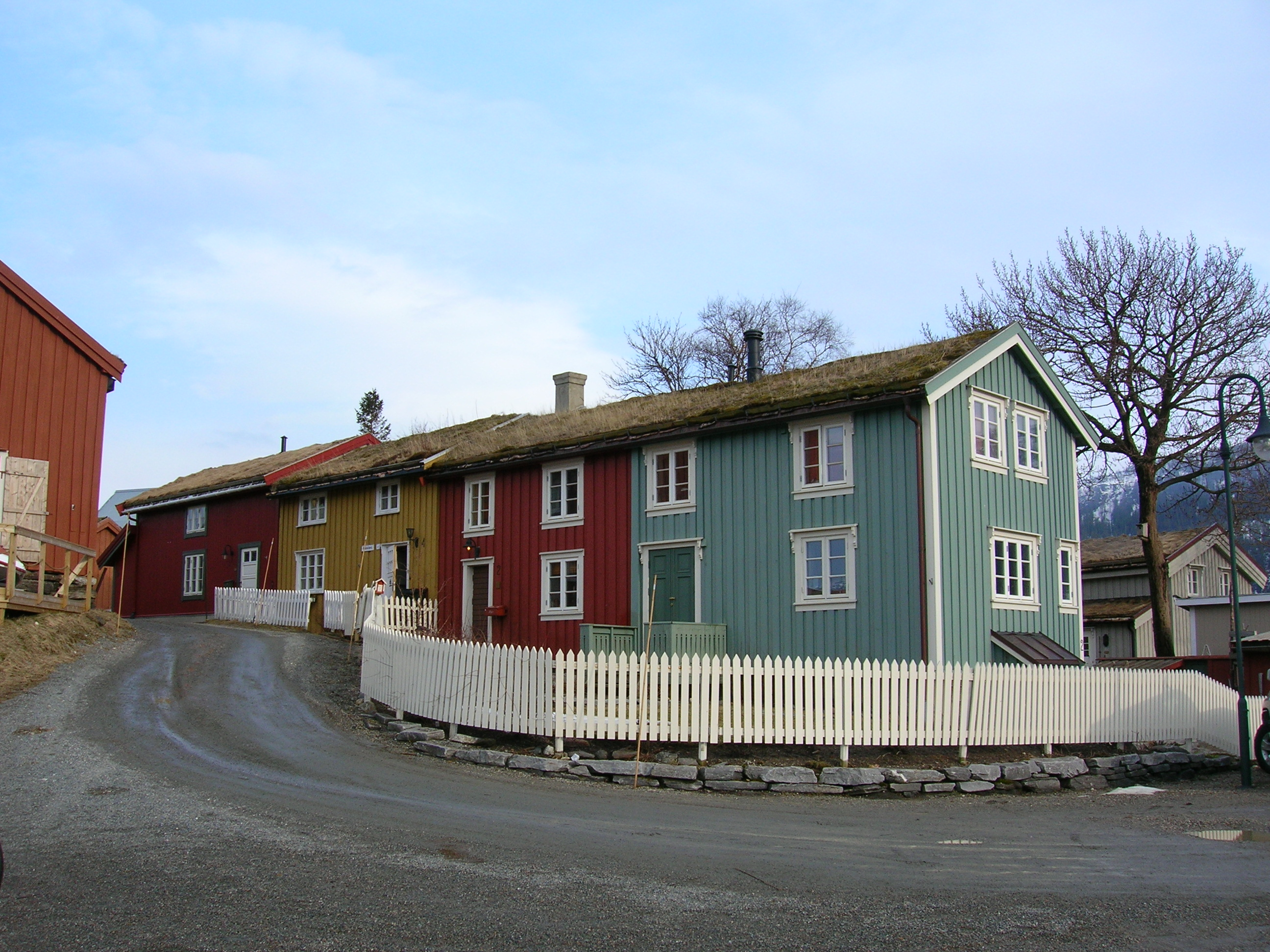
Мохольмен в Му-и-Рана, 16 апреля 2007 года

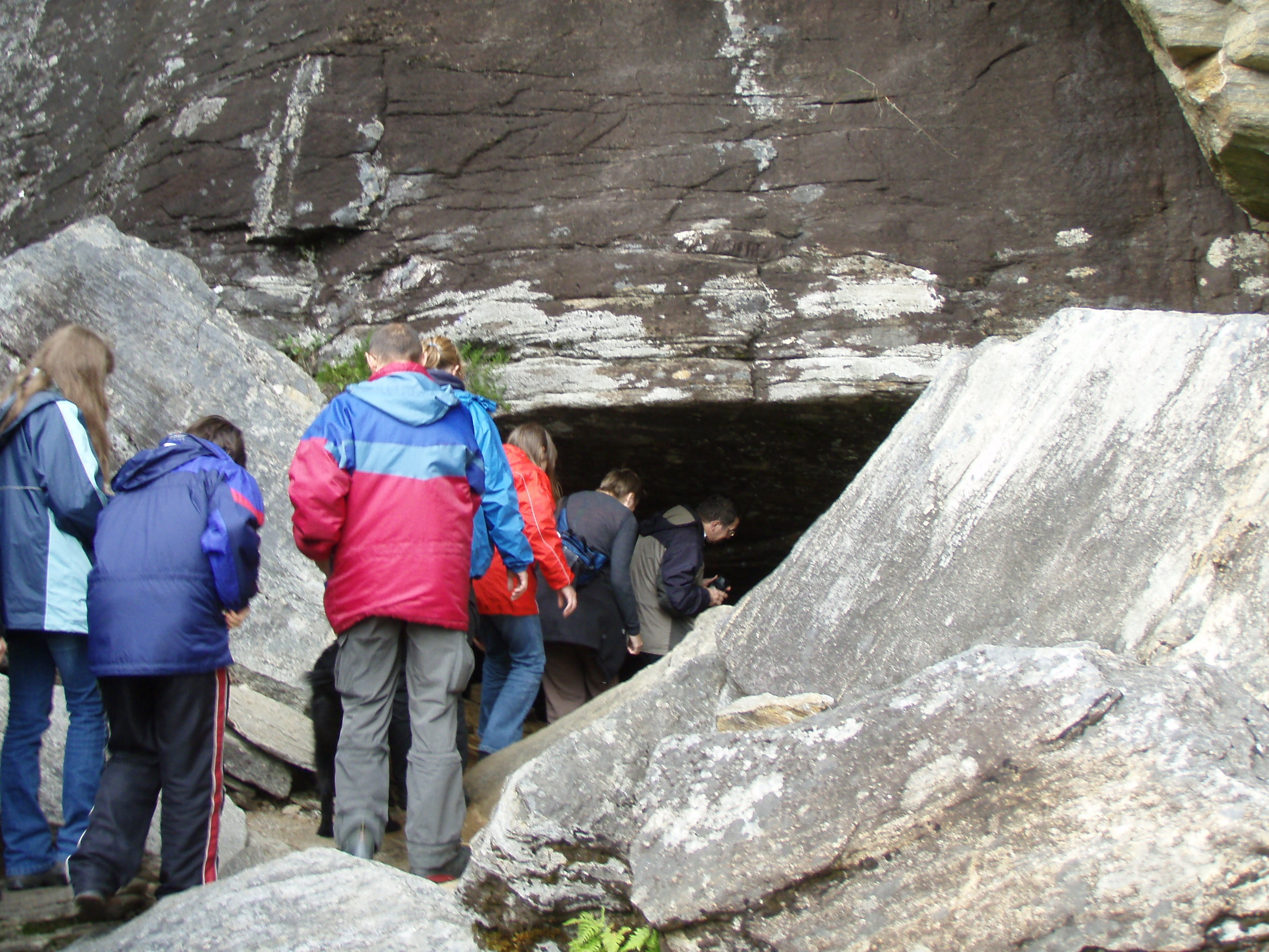
Вход в пещеру Грёнлигротта

Коммуна расположена к югу от Полярного Круга, на южной стороне гор Салтфьеллет возле ледника Свартисен, второго по величине ледника в Норвегии. Мо расположен очень близко к Северному Полярному Кругу, поэтому часть солнца находится над горизонтом (Полярный день) с раннего июня по ранний июль, темноты в городе нет с середины мая до начала августа. Национальный парк Сальтфьеллет-Свартисен частично расположен в Ране. Здесь находится много долин, самая длинная из них Дундерланнсдаль. Большинство населения коммуны проживает в Му-и-Рана, там где река Ранельва впадает во фьорд Ранфьорд. Севернее Му-и-Рана, трасса Е6 проходит через городской округ Селфорс. Рана и Сальтфьеллет известны большим количеством пещер, образовавшихся в известняковых скалах. В коммуне находится несколько заповедников, например, Альтерхауг, в котором растут растения теплого климата, в том числе вяз. В Енгасьуене, эстуарии реки Рана, весной наблюдается богатый птичий мир. В Блаккодалене находится первобытный еловый лес. В Фисктёрне расположены первобытные леса с очень разнообразным растительным миром, благодаря богатому содержанию извести в почве. На все территории коммуны, и на низменных территориях и в горах, находится большое количество озёр.

### Озёра
- Раудватнет
- Аннфискватнет

### Реки

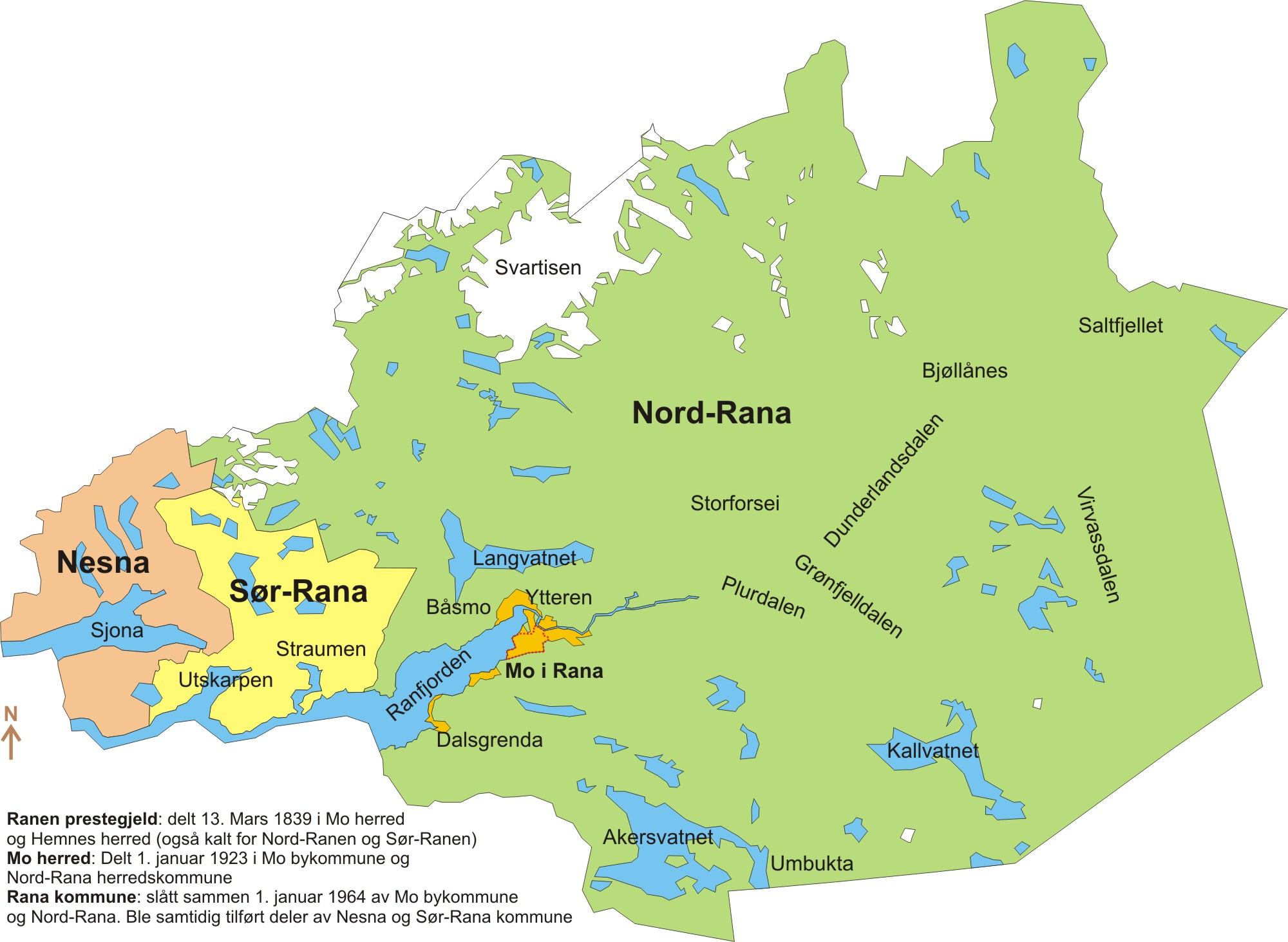
Сёр-Рана, Нур-Рана и часть Несны были объединены в 1964 году в коммуну Рана

- Ранельва
- Вирвассельва
- Мессингога
- Грёнфьеллога
- Плура
- Ланнвассога

## История

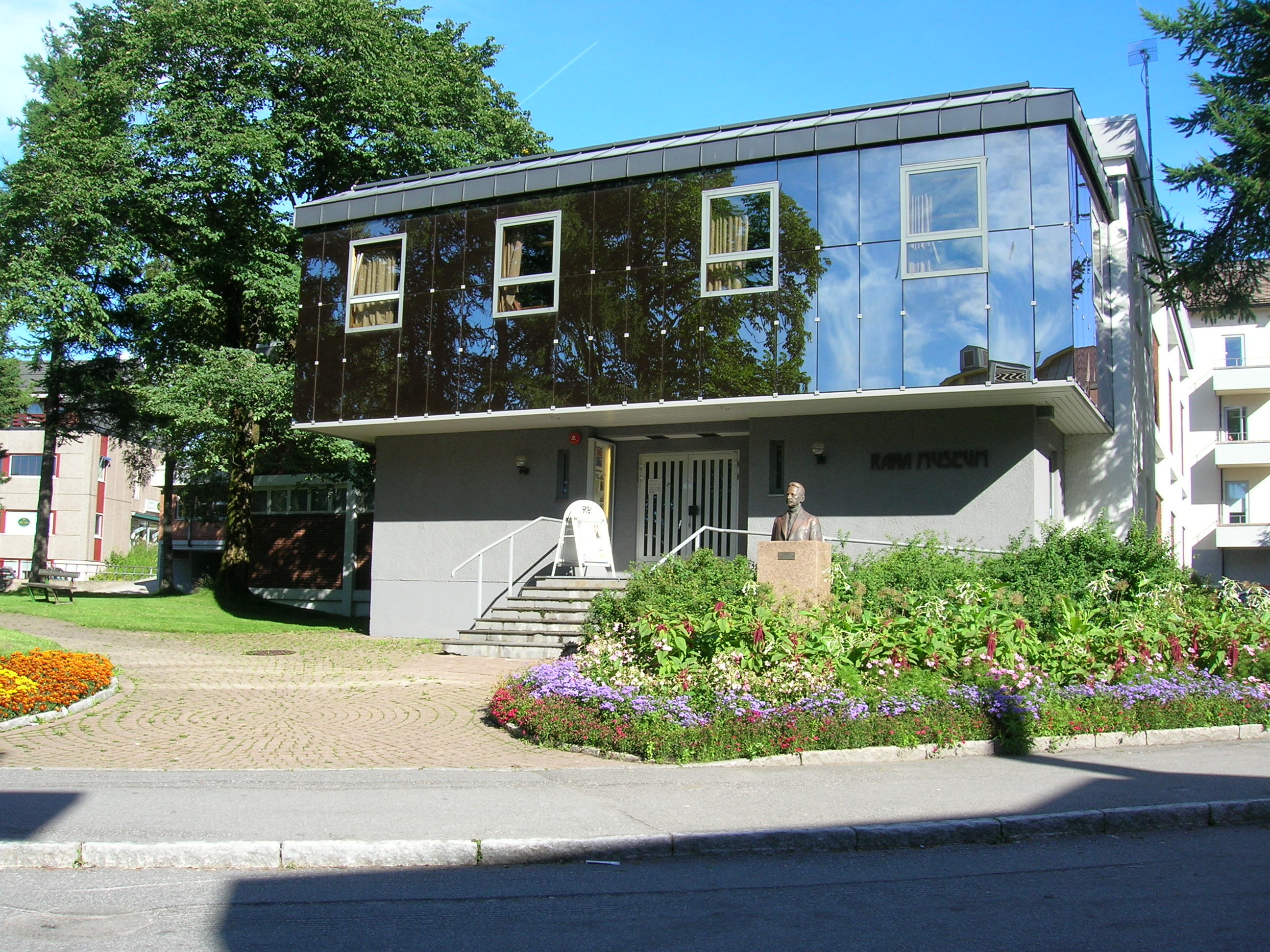
Музей Раны

Прежняя коммуна Рана была разделена на коммуны Нур-Рана и Сёр-Рана в 1839 году. В 1844 году Нур-Рана была переименована в Мо, а Сёр-Рана – в Хемнес. Деревня Мо была отсоединена от сельского района Мо и получила статус коммуны и города 1 января 1923 года. В то же время сельский район опять поменял имя на Нур-Рана. 1 января 1964 года город Мо опять был соединён с коммуной Нур-Рана и объединённая коммуна получила название Рана.

## Культура
- Хавманен (норв. Havmannen, «человек из моря» — Морской царь[7]), скульптура Энтони Гормли (1995 год), является часть архитектурного пейзажа Нурланна
- Хавманндагене (Havmanndagene), ежегодный мульти-культурный фестиваль проходящий в первые выходные мая
- Театр Нурланна (Nordland Teater), региональный драматический театр фюльке Нурланн
- Викафестивален (Vikafestivalen), ежегодный музыкальный фестиваль поп и рок музыки
- Центральная библиотека Нурланна
- Национальная библиотека Норвегии

## Города-побратимы
Породнённым городом Раны является:
- Петрозаводск, Карелия, Россия